# 进步党 (开普殖民地)
进步党是开普殖民地议会中的一个政党，其主要支持源自开普省的白人移民。它奉行亲帝国主义政策，并从1900年开始一直执政到1908年。

## 历史
进步党于19世纪90年代末创立，由塞西尔·约翰·罗兹、阿尔弗雷德·米尔纳和约翰·戈登·斯普里格等人组成。
他们在1898年的选举中输给了威廉·菲利普·施莱纳（William Philip Schreiner）后，在议会之中作为反对派。然而，1900年6月18日，进步派党人约翰·戈登·斯普里格胜选并任首相，后来进步党人利安德·斯塔尔·詹姆森也胜选并任首相。
1908年2月2日，进步党在选举之中输给了约翰·梅里曼领导的反对党南非党。此次选举结束后，进步党人改组为“統一黨”。
南非联邦成立后，开普省的联合党、德兰士瓦省的进步协会和奥兰治自由邦的宪法党合并，组成統一黨。